# الیزابت‌تاون (کارولینای شمالی)
الیزابت‌تاون (به انگلیسی: Elizabethtown) شهری در ایالت کارولینای شمالی کشور ایالات متحده آمریکا است که جمعیت آن در سرشماری سال ۲۰۱۰ میلادی، ۳٬۵۸۳ نفر بوده‌است.